# Schertz
Schertz és una població dels Estats Units a l'estat de Texas. Segons el cens del 2000 tenia 18.694 habitants.

## Demografia
Segons el cens del 2000, Schertz tenia 18.694 habitants, 6.604 habitatges, i 5.283 famílies. La densitat de població era de 291,9 habitants per km².
Dels 6.604 habitatges en un 42,1% hi vivien nens de menys de 18 anys, en un 67,2% hi vivien parelles casades, en un 10% dones solteres, i en un 20% no eren unitats familiars. En el 16,7% dels habitatges hi vivien persones soles el 5,3% de les quals corresponia a persones de 65 anys o més que vivien soles. El nombre mitjà de persones vivint en cada habitatge era de 2,82 i el nombre mitjà de persones que vivien en cada família era de 3,17.
Per edats la població es repartia de la següent manera: un 29,3% tenia menys de 18 anys, un 6,7% entre 18 i 24, un 33% entre 25 i 44, un 22,2% de 45 a 60 i un 8,8% 65 anys o més.
L'edat mediana era de 35 anys. Per cada 100 dones de 18 o més anys hi havia 91,3 homes.
La renda mediana per habitatge era de 55.156 $ i la renda mediana per família de 59.745 $. Els homes tenien una renda mediana de 38.655 $ mentre que les dones 28.203 $. La renda per capita de la població era de 21.938 $. Aproximadament el 4,2% de les famílies i el 5,2% de la població estaven per davall del llindar de pobresa.

## Poblacions més properes
El següent diagrama mostra les poblacions més properes.